# Fondamenta delle Zattere

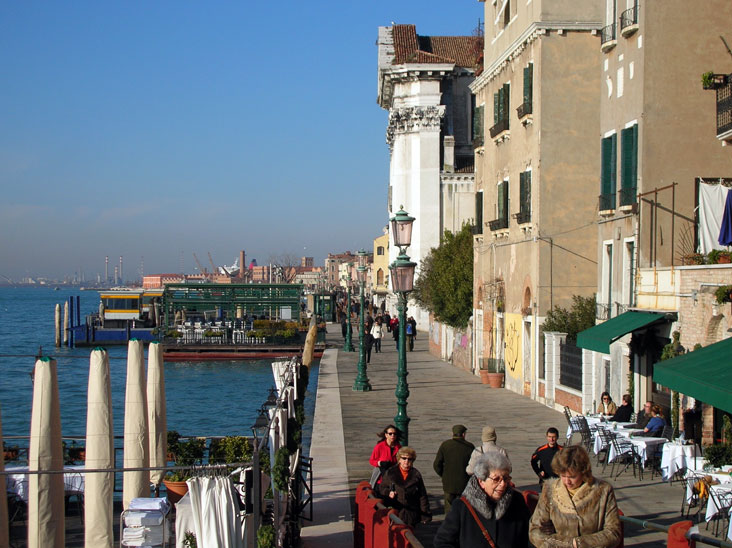
Le Zattere ai Gesuati.

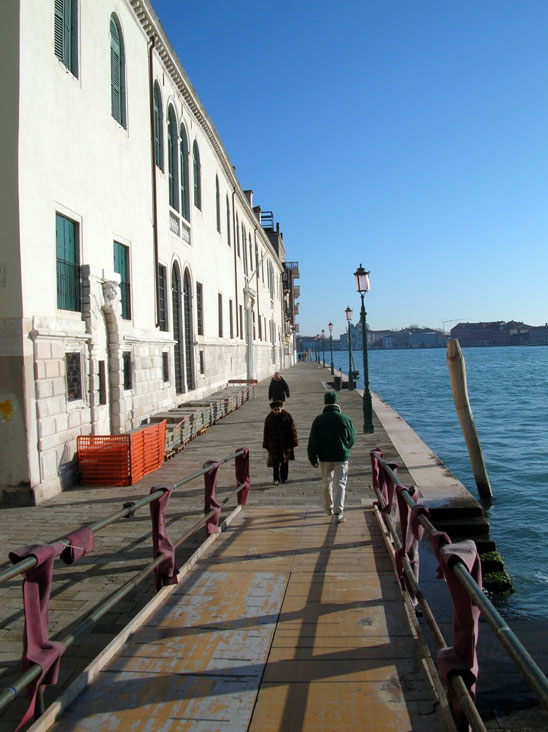
Le Zattere allo Spirito Santo a la altura de los Incurabili.

La Fondamenta delle Zattere (en dialecto veneciano Fondamenta de łe Zàtare) es una larga fondamenta que constituye el límite meridional de la ciudad de Venecia, Italia. Situada en el sestiere de Dorsoduro, da hacia el Canal de la Giudecca y lo recorre durante casi la totalidad de su longitud. Tiene un recorrido de aproximadamente 1,7 kilómetros de longitud que empieza junto a la terminal de ferry de San Basilio y llega hasta la Punta della Dogana, donde el Canal de la Giudecca desemboca en la cuenca de San Marcos.
Debido a que está orientada completamente hacia el sur, es muy soleada y constituye un lugar tradicional de paseo en primavera y verano, situación que es favorecida por la gran cantidad de bares, cafeterías y restaurantes situados allí.

## Historia
La Fondamenta delle Zattere se encuentra en una de las zonas más antiguas de la ciudad. En efecto, se cree que fue cerca de aquí donde se produjo en el año 810 el enfrentamiento naval entre el ejército franco bajo las órdenes de Pipino de Italia, hijo de Carlomagno, y las tropas de la naciente República de Venecia. Beneficiados por el conocimiento de los fondos marinos, los venecianos, usando embarcaciones de fondo plano y sin bordes, parecidas por tanto a balsas (en italiano: zattere), atrajeron a los barcos francos a zonas de baja profundidad, provocando que encallaran y consiguiendo así derrotarlos.
Su victoria en esta batalla puso fin a la guerra y al mismo tiempo marcó definitivamente la independencia total de la Serenísima República, que en ese mismo año trasladó su sede de Metamauco (Malamocco) a Rivo Alto (el actual sestiere de San Marco) bajo el mandato de Agnello o Angelo Participazio, que en la lista tradicional de los dux es el décimo de la secuencia, pero que muchos historiadores consideran el primer dux efectivo de Venecia a título pleno. Según una de las hipótesis sobre el origen del nombre, la Fondamenta delle Zattere recibió este nombre en recuerdo de este episodio histórico.
Otra hipótesis relaciona la etimología al uso originario de esta larga fondamenta como punto de llegada de las cargas de sal, que en el tramo final de navegación a lo largo del Canal de la Giudecca eran transportadas en balsas. En efecto, en el último tramo de la fondamenta, hacia la Basílica de Santa Maria della Salute, están los Magazzini del Sale, llamados también Saloni, destinados por la República de Venecia al almacenamiento de este producto, muy valioso en la época.
La Fondamenta delle Zattere está subdividida toponímicamente en cuatro secciones, que son, desde San Basilio hacia la cuenca de San Marcos:
- le Zattere al Ponte Longo
- le Zattere ai Gesuati, donde se encuentran la Iglesia de Santa María de la Visitación o de los artigianelli y la imponente iglesia de los Jesuitas
- le Zattere agli Incurabili, donde se encuentra la pequeña Iglesia del Espíritu Santo
- le Zattere ai Saloni, dominadas por los Magazzini del Sale, que terminan en la Punta della Dogana.